# Timothy Loubineaud
Timothy Loubineaud est un patineur de vitesse français.

## Biographie
Timothy Loubineaud pratique d'abord le roller avant de commencer le patinage de vitesse sur glace.
En janvier 2023, il est douzième du classement général des championnats d'Europe de patinage de vitesse, deuxième Français derrière Mathieu Belloir arrivé dixième.
En janvier 2024, il bat le record de France du 5000 mètres et remporte la division B de la distance en coupe du monde, puis finit 7e des championnats d'Europe de la même distance. Il fait partie de l'équipe masculine qui finit cinquième de la poursuite aux championnats d'Europe, avec Mathieu Belloir et Valentin Thiébault. Au mass start en coupe du monde, il est victime d'une violente chute au mass start,. Le mois suivant, il est quatrième du 5000 mètres aux championnats du monde,.
À l'été 2024, il est renversé par un camion chez lui à Gujan-Mestras, ce qui change sa vision de son avenir.
Le 24 novembre 2024, il remporte l'épreuve de mass start en coupe du monde de patinage de vitesse à Nagano. Il s'agit de la première victoire d'un Français en coupe du monde depuis Alexis Contin en 2015. Il finit également sixième du 5000 mètres. Le 25 janvier 2025, en coupe du monde de patinage de vitesse à Calgary, il bat le record de France du 10 000 mètres, se qualifiant pour les championnats du monde de la distance. Le lendemain, il remporte l'épreuve de mass start. Il est troisième du classement général de la saison sur mass start, le premier podium français depuis Alexis Contin, qui est par ailleurs son entraîneur à Berlin.
Il est forfait début janvier 2025 pour les championnats d'Europe en raison de surentraînement.
En février 2025, il qualifie avec Valentin Thiebault et Germain Deschamps la poursuite masculine pour les championnats du monde. Aux championnats du monde, il prend la neuvième place du 5000 mètres, souffrant d'une grosse fatigue dans les deux derniers tours. Il finit sixième du mass start, un résultat qu'il juge décevant après d'excellentes performances en coupe du monde. Enfin, il est septième du 10 000 mètres et la poursuite masculine par équipes finit aussi septième.